# Andrej Antonovič Grečko
Andrej Antonovič Grečko (in russo Андре́й Анто́нович Гречко́?; Golodaevka, 17 ottobre 1903 – Mosca, 26 aprile 1976) è stato un generale e politico sovietico.
Ebbe anche il grado di Maresciallo dell'Unione Sovietica; alla fine della sua carriera divenne nel 1960 Comandante supremo del Patto di Varsavia e infine ricoprì, dal 1967 alla morte nel 1976, l'incarico di Ministro della difesa dell'URSS, esercitando una notevole influenza sulle decisioni politiche militari della dirigenza sovietica.

## Biografia

### Origini, prime esperienze belliche e formazione
Nacque in una cittadina nei pressi di Rostov sul Don da una famiglia di contadini ucraini. Entrò nell'Armata Rossa nel 1919 e combatté durante la Guerra civile russa nella famosa Cavalleria di Budënnyj. Dopo la fine della guerra civile entrò nella Sesta scuola di Cavalleria nella città di Taganrog, dove si laureò nel 1926. Due anni dopo si iscrisse nel Partito Comunista ed entrò nell'Accademia Militare di Frunze, completando gli studi nel 1936. Successivamente entrò nell'Accademia per lo Stato Maggiore Sovietico, terminando i corsi nel 1941, poche settimane prima dell'inizio dell'Operazione Barbarossa.

### La Seconda Guerra Mondiale
Il primo comando di Grečko durante la Grande Guerra Patriottica fu la 34ª Divisione di Cavalleria, che combatté coraggiosamente nella città di Kremenčuk, in Ucraina vicino a Kiev. Il 15 gennaio 1942 venne promosso a capo di tutto il V Corpo di Cavalleria. Tra il 15 aprile seguente e il 6 ottobre 1943 comandò la 12ª Armata, la 47ª, la 18ª e la 56ª, tutte schierate sul Fronte Nord del Caucaso, distinguendosi sempre per il suo comando.
Nell'ottobre del 1943 venne promosso Vice Comandante in Capo del Primo Fronte Ucraino. Successivamente, il 14 dicembre dello stesso anno, venne destinato al comando della Prima Armata della Guardia, posizione che mantenne fino alla fine del conflitto.
Questa Armata era parte del Quarto Fronte Ucraino, comandato dal Colonnello Generale Ivan Petrov. Grečko guidò la sua Armata in numerose operazioni offensive, soprattutto in Ungheria e Austria.

### Il dopoguerra
Dopo la guerra, divenne Comandante del Distretto Militare di Kiev, posto che mantenne fino al 1953. Successivamente e fino al 1957 ricoprì la carica di Comandante del Forze Sovietiche nella Repubblica Democratica Tedesca. L'11 marzo 1955, insieme ad altri cinque alti ufficiali, tutti decorati durante la Grande Guerra Patriottica, venne promosso Maresciallo dell'Unione Sovietica. Tra il 1957 e il 1960 fu Comandante in Capo delle Truppe di Terra e tra il 1960 e il 1967 fu Comandante in Capo delle truppe del Patto di Varsavia. Il 12 aprile 1967 divenne Ministro della Difesa, al posto del Maresciallo Rodion Jakovlevič Malinovskij. Rimase in carica fino alla sua morte, avvenuta il 26 aprile 1976.
Durante gli anni settanta fu Presidente della commissione editoriale che scrisse la storia ufficiale sovietica della Seconda guerra mondiale.

### Attività di governo
Grečko fu anche un membro attivo del Partito Comunista, sedendo nel Politburo. Come Ministro della Difesa, partecipò alla modernizzazione delle Forze Armate sovietiche e fu responsabile del mantenimento della potenza militare sovietica e della sua egemonia sull'Europa dell'Est. Le sue ceneri furono seppellite nella necropoli delle mura del Cremlino a Mosca.